# Sonet 81 (William Szekspir)

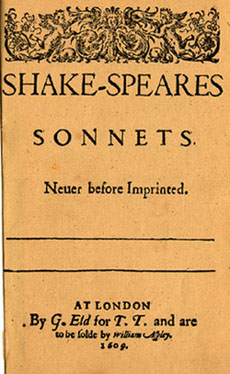
Strona tytułowa pierwszego wydania sonetów Shakespeare’a

Sonet 81 (Żyć będę, by wiersz wyryć na twym grobie) – jeden z cyklu sonetów autorstwa Williama Shakespeare’a. Po raz pierwszy został opublikowany w 1609 roku.

## Treść
W sonecie tym podmiot liryczny, którego część badaczy utożsamia z autorem, odnosi się do sytuacji, w której będzie oddalony od swojego ukochanego, jednocześnie jego twórczość przetrwa w charakterze hołdu.
Można dostrzec podobieństwo pomiędzy tym dziełem a sonetami numer: 49, 63 i 77.
Stwierdzenie ujrzą go oczy jeszcze nie otwarte odnosi się do nieśmiertelności twórczości literackiej; jest to także odwołanie do twórczości klasyków, takich jak Horacy i toposu nieśmiertelnej sławy poety.